# Multiperspektivische Allgemeinbildung
Multiperspektivische Allgemeinbildung ist ein Konzept, das die entscheidenden Kenntnisse und Befähigungen umfasst, die notwendig sind, um aktiv und kritisch ein Miteinander mit Gleichgesinnten ebenso wie mit kulturell Andersdenkenden in der hiesigen Gesellschaft derart gestalten und formen zu können, dass Einsicht in die Vielfalt menschlicher Kreation gewonnen werden kann, fragwürdige Entwicklungen in der eigenen Gesellschaft identifiziert und somit in einer Auseinandersetzung bearbeitet werden können und von anderen Kulturen gelernt werden kann.

## Begriffsbestimmungen, nähere begriffliche Eingrenzung
Das historische und pragmatische Wissen sowie das Wissen über Gemeinsamkeiten zwischen den Kulturen können zum gegenseitigen Respekt der Kulturen beitragen. Der Anerkennung anderer Identitätsentwürfe von Menschen und der dafür bedeutsamen kollektiven wie individuellen Geschichten, Symbole und kulturellen Praxen als „gleichwertig“ und „gleichberechtigt“ dient eine multiperspektivische Allgemeinbildung. Mit eben erwähnter Anerkennung ist nicht die Anerkennung anderer Kulturen gemeint.
Bei der multiperspektivischen Allgemeinbildung ist die Bewusstseinsbildung durch Wissensvermittlung und Konfrontation mit anderen Kollektivgeschichten, Weltbildern, Lebensweisen oder auch Sprachen zentral.
„Multiperspektivische Allgemeinbildung“ bildet zusammen mit „antirassistischer, politischer Bildung“ und „interkultureller Kompetenz“ drei signifikante Schwerpunkte, die unter anderem Georg Auernheimer in der „interkulturellen Bildung“ gesetzt hat. („Interkulturelle Bildung“ wiederum wird als Antwort auf die multikulturelle Gesellschaft und deren Realität, als ein Handlungskonzept zur Wahrnehmung gesellschaftlicher Veränderungsprozesse und gleichzeitiger Einleitung direkter innovativer Handlungen erachtet. Sie findet zum einen an unterschiedlichen Institutionen und Orten statt: in Kindergärten, Schulen, an Universitäten, in Kunst und Kultur, in öffentlichen Verwaltungseinrichtungen, in Erwerbswirtschafts- und Non-Profit-Unternehmen usw. Zum anderen bedient sich die „interkulturelle Bildung“ unterschiedlichster Strategien, um Menschen interkulturell zu bilden, was sich signifikant an den jeweiligen Ziel- und Schwerpunktsetzungen zeigt.)
Im Besonderen ist mit „Multiperspektivität“ das Bewusstsein gemeint, dass Entwicklungen, Kreationen und Leistungen in der hiesigen, abendländischen Kultur ohne einen vielfältigen kulturellen Austausch und somit einen Beitrag anderer Kulturen undenkbar wären. Im Hintergrund geht es bei der Umsetzung dieses Konzepts unter anderem auch um die Überwindung von Ethnozentrismus (und von dessen spezieller Spielart, dem Eurozentrismus).

## Multiperspektivische Allgemeinbildung in der Schulpraxis
Andere Völker sollen als historische Subjekte und als Ursprünge von Kulturen begriffen werden. Für eine multiperspektivische Sichtweise der Geschichte, der Religion, der internationalen Beziehungen und der Weltwirtschaft sowie der Naturwissenschaft und Technik sei eine Erneuerung der Lehrpläne und eine Anpassung der Schulbücher notwendig, so Georg Auernheimer.
Die Leistungen „der Anderen“ sollen Anerkennung finden; zugleich soll mit distanziertem Blick auf die abendländische Expansion und deren zivilisatorische Mission geschaut werden, um so die Opfer „der Anderen“ wahrzunehmen und aus der kritischen Distanz heraus diese zu reflektieren.
Für die Schule:
- von Unverständnis zu Toleranz
- von Toleranz im Sinne von Duldung zu Anerkennung von Leistung
- von Anerkennung zur Reflexion des eigenen Standpunktes
- von Reflexion zu einem guten Miteinander in der Schule und auf der Straße

Gerade der Geschichtsunterricht bietet hier die Möglichkeit, die „eigene“ Geschichte und die damit verbundene Wahrnehmung anderer zu reflektieren. Zum Beispiel bieten die Kreuzzüge einen guten Einstieg, um darzulegen, wie einseitig „im eigenen“ (abendländischen) Kollektivgedächtnis die Begegnungen mit der islamischen Kultur gespeichert sind. Auf diese Weise kann ein gewisser Eurozentrismus (eine Zentrierung auf Europa) überwunden werden.
Allgemein geht es darum, dort, wo nur eine Perspektive, ein Blickwinkel auf eine Sache vorgehalten wird, mehrere anzubieten und Menschen somit die Reflexion des eigenen Standpunktes zu ermöglichen. Dies ist in der Schule in fast allen Fächern möglich.

## Bereicherndes Medium
Als „das Medium“ für multiperspektivische Allgemeinbildung schlechthin bezeichnet Georg Auernheimer die Literatur. Hier gebe es Reiseliteratur, Migrantenliteratur, Literatur außereuropäischer Schriftsteller(innen), wo dem Lesenden fremde Kulturen individualisiert begegnen. Die Multikulturalität unserer Welt wird sichtbar und zugleich kann auch das allzu Menschliche, welches überall gleich ist, vertraut wirken.

## Notizen zur Historie
Der Begriff „Multiperspektivische Bildung“ wurde das erste Mal 1985 von Hans Göpfert benutzt und als Theorieansatz für den Geschichtsunterricht in der Schule gefordert. Er diente der Vermittlung von Kollektiverfahrungen und kulturellen Leistungen anderer Völker. Nach einer Weiterentwicklung dieses Ansatzes durch die Aufnahme in Konzepte von interreligiöser Unterweisung, interkulturellem Kunst- und Musikunterricht sowie in das Programm „Begegnung mit Sprachen“ ist das Ziel der multiperspektivischen Bildung eine Dezentrierung abendländischer Weltsicht. Dabei wird exemplarisch bewusst gemacht, wie projektiv die eigenen (abendländischen) Imaginationen und Bilder von „den anderen“, z. B. von „den Orientalen“ sind. Es gilt, die Perspektive von „anderen“ einzunehmen, um die Bereicherung dieser in der eigenen (abendländischen) Kultur wahrnehmen zu können. Der Mensch soll für die Leistung anderer sensibilisiert werden, ebenso für seine eigene begrenzte Wahrnehmung und für die Widersprüche in der eigenen Kultur.